# Quar Basin
Koordinaten: 71° 32′ S, 10° 45′ W
Das Quar Basin ist ein Seebecken in der Lasarew-See vor der Prinzessin-Martha-Küste des ostantarktischen Königin-Maud-Lands. Es liegt unmittelbar nördlich des Quar-Schelfeises.
Benannt ist sie seit 1997 auf Vorschlag des Vermessungsingenieurs und Glaziologen Heinrich Hinze vom Alfred-Wegener-Institut in Anlehnung an die Benennung des benachbarten Schelfeises. Dessen Namensgeber ist Leslie Arthur Quar (1923–1951), Funkmechaniker und Elektriker der Norwegisch-Britisch-Schwedischen Antarktisexpedition (1949–1952).